# Nu Colombia
Nu Colombia ist ein kolumbianisches Radsportteam mit Sitz in Medellín.
Die Mannschaft nimmt an den UCI Continental Circuits, insbesondere der UCI America Tour, als Continental Team teil. Das Team kam in die Schlagzeilen, weil es den unter Dopingverdacht stehenden Fahrer Santiago Botero verpflichtete. Seit der Saison 2021 tritt das Team als national registrierte Mannschaft an.

## Saison 2015

### Erfolge in der UCI America Tour
Bei den Rennen der  UCI America Tour im Jahr 2015 gelangen dem Team nachstehende Erfolge.
| Datum                 | Rennen                                                           | Kat. | Sieger          |
| --------------------- | ---------------------------------------------------------------- | ---- | --------------- |
| 23. Februar           | 2. Etappe Vuelta Independencia Nacional República Dominicana     | 2.2  | Jaime Castañeda |
| 27. Februar           | 6. Etappe Vuelta Independencia Nacional República Dominicana     | 2.2  | Jaime Castañeda |
| 22. Februar – 1. März | Gesamtwertung Vuelta Independencia Nacional República Dominicana | 2.2  | Robigzon Oyola  |

## Saison 2014

### Erfolge in der UCI America Tour
Bei den Rennen der  UCI America Tour im Jahr 2014 gelangen dem Team nachstehende Erfolge.
| Datum          | Rennen                                                               | Kat. | Fahrer         |
| -------------- | -------------------------------------------------------------------- | ---- | -------------- |
| 15. Februar    | 7. Etappe Tour do Brasil Volta Ciclística de São Paulo-Internacional | 2.2  | Walter Pedraza |
| 6. August      | 1. Etappe (MZF) Vuelta a Colombia                                    | 2.2  | EPM-UNE        |
| 8. August      | 3. Etappe Vuelta a Colombia                                          | 2.2  | Weimar Roldán  |
| 10. August     | 5. Etappe Vuelta a Colombia                                          | 2.2  | Óscar Sevilla  |
| 6.–17. August  | Gesamtwertung Vuelta a Colombia                                      | 2.2  | Óscar Sevilla  |
| 26. August     | 1. Etappe Tour do Rio                                                | 2.1  | Óscar Sevilla  |
| 26.–31. August | Gesamtwertung Tour do Rio                                            | 2.1  | Óscar Sevilla  |
| 25. Oktober    | 1a Etappe (EZF) Vuelta a Guatemala                                   | 2.2  | Óscar Sevilla  |
| 29. Oktober    | 5. Etappe Vuelta a Guatemala                                         | 2.2  | Óscar Sevilla  |
| 1. November    | 8. Etappe Vuelta a Guatemala                                         | 2.2  | Robinson Oyola |

## Saison 2013

### Erfolge in der UCI America Tour
Bei den Rennen der  UCI America Tour im Jahr 2013 gelangen dem Team nachstehende Erfolge.
| Datum                     | Rennen                                       | Kat. | Fahrer            |
| ------------------------- | -------------------------------------------- | ---- | ----------------- |
| 21. April                 | Kolumbianische Meisterschaft – Straßenrennen | CN   | Walter Pedraza    |
| 9. Juni                   | 1. Etappe Vuelta a Colombia                  | 2.2  | Stiver Ortiz      |
| 12. Juni                  | 4. Etappe Vuelta a Colombia                  | 2.2  | Óscar Sevilla     |
| 9.–23. Juni               | Gesamtwertung Vuelta a Colombia              | 2.2  | Óscar Sevilla     |
| 28. August                | 1. Etappe Tour do Rio                        | 2.2  | Weimar Roldán     |
| 30. August                | 3. Etappe Tour do Rio                        | 2.2  | Jorge Castiblanco |
| 31. August                | 4. Etappe Tour do Rio                        | 2.2  | Óscar Sevilla     |
| 28. August – 1. September | Gesamtwertung Tour do Rio                    | 2.2  | Óscar Sevilla     |

### Zugänge – Abgänge
| Zugänge         | Team 2012                        | Abgänge            | Team 2013                                  |
| --------------- | -------------------------------- | ------------------ | ------------------------------------------ |
| Jaime Castañeda | Colombia-Comcel                  | Camilo Suárez      | 472-Colombia                               |
| Stiver Ortiz    | Colombia-Comcel                  | Javier Gómez       | Colombia Coldeportes                       |
| Óscar Sevilla   | Empacadora San Marcos            | Isaac Bolívar      | Aguardiente Antioqueño-Lotería de Medellín |
| Nicolás Castro  | Movistar Continental Team (2011) | Rafael Infantino   | Aguardiente Antioqueño-Lotería de Medellín |
| Edwin Carvajal  | Miche (2010)                     | Mauricio Ortega    | Aguardiente Antioqueño-Lotería de Medellín |
| Cristian Peña   | Neoprofi                         | Iván Parra         | Formesán-Bogotá Humana                     |
| Weimar Roldán   | Neoprofi                         | Jaime Vergara      | Formesán-Bogotá Humana                     |
|                 |                                  | Francisco Colorado | GW Shimano-Envia-Gatorade-Hutchinson       |

### Mannschaft
| Name              | Geburtstag         | Nationalität | Team 2014                  |
| ----------------- | ------------------ | ------------ | -------------------------- |
| Giovanny Báez     | 9. April 1981      | Kolumbien    | EBSA Boyacá                |
| Eduard Beltrán    | 18. Januar 1990    | Kolumbien    | Nankang-Fondriest          |
| Edwin Carvajal    | 6. März 1983       | Kolumbien    | EPM-UNE-Área Metropolitana |
| Jaime Castañeda   | 29. Oktober 1986   | Kolumbien    | EPM-UNE-Área Metropolitana |
| Jorge Castiblanco | 24. November 1988  | Kolumbien    | EPM-UNE-Área Metropolitana |
| Nicolás Castro    | 28. Juli 1988      | Kolumbien    | EPM-UNE-Área Metropolitana |
| Stiver Ortiz      | 12. August 1980    | Kolumbien    | EPM-UNE-Área Metropolitana |
| Robinson Oyola    | 10. August 1988    | Kolumbien    | EPM-UNE-Área Metropolitana |
| Walter Pedraza    | 27. November 1981  | Kolumbien    | EPM-UNE-Área Metropolitana |
| Cristian Peña     | 2. Dezember 1991   | Kolumbien    | EPM-UNE-Área Metropolitana |
| Freddy Piamonte   | 4. Juni 1982       | Kolumbien    | Coldeportes-Claro          |
| Ramiro Rincón     | 17. März 1987      | Kolumbien    | EPM-UNE-Área Metropolitana |
| Óscar Rivera      | 5. März 1989       | Kolumbien    |                            |
| Weimar Roldán     | 17. Mai 1985       | Kolumbien    | EPM-UNE-Área Metropolitana |
| Óscar Sevilla     | 29. September 1976 | Spanien      | EPM-UNE-Área Metropolitana |

## Platzierungen in UCI-Ranglisten
UCI America Tour
| Saison | Mannschaftswertung | Fahrerwertung           |
| ------ | ------------------ | ----------------------- |
| 2007   | 10.                | Santiago Botero (8.)    |
| 2010   | 3.                 | Juan Pablo Suárez (18.) |
| 2011   | 1.                 | Juan Pablo Suárez (5.)  |
| 2012   | 8.                 | Ramiro Rincón (29.)     |
| 2013   | 5.                 | Óscar Sevilla (9.)      |

UCI Asia Tour
| Saison    | Mannschaftswertung | Fahrerwertung       |
| --------- | ------------------ | ------------------- |
| 2010-2011 | -                  | -                   |
| 2012      | 36.                | Giovanny Báez (65.) |
| 2013      | -                  | -                   |

UCI Europe Tour
| Saison | Mannschaftswertung | Fahrerwertung            |
| ------ | ------------------ | ------------------------ |
| 2010   | 89.                | Eduard Beltrán (385.)    |
| 2011   | 58.                | Juan Pablo Suárez (127.) |
| 2012   | 94.                | Giovanny Báez (437.)     |
| 2013   | -                  | -                        |